# Tehuelche

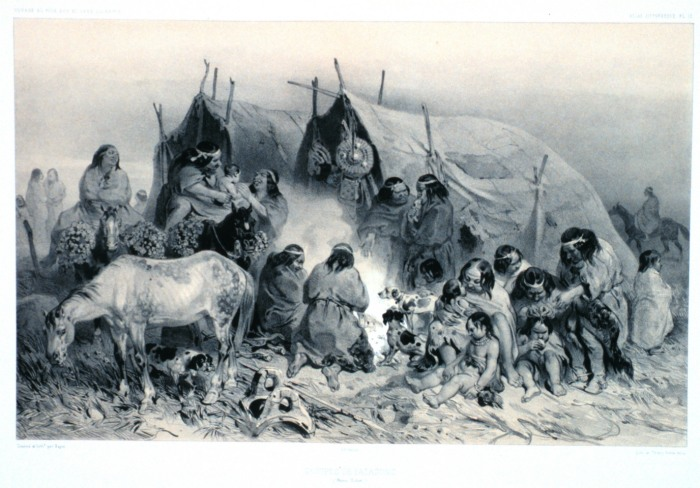
Darstellung der Tehuelche von 1832

Die Tehuelche, Tewelche (Fremdbezeichnung der Mapuche, in Mapudungun: "Volk im Süden", "Leute des Südens", manchmal auch als "Wehrhaftes Volk" wiedergegeben) oder je nach Dialekt in ihrer Tehuelche-Sprache als Aónikenk ("Südliche Tehuelche bzw. Volk") bzw. Gennakenk ("Nördliche Tehuelche bzw. Volk") bekannt, sind das größte Volk der indigenen Patagonier Argentiniens. Die ursprüngliche Eigenbezeichnung lautete Choanik oder Chonqui ("Mensch" oder "Volk"). Ihre heutige Zahl wird sehr unterschiedlich angegeben: Nach Ethnologue lag sie 2004 bei 10.600, nach dem argentinischen Zensus 2010 bei 27.800 Es ist davon auszugehen, dass es sich dabei heute fast ausschließlich um Mestizen handelt.
Von Norden nach Süden werden sie in verschiedene Ethnien unterteilt, deren Abgrenzung allerdings schwierig ist und deren Benennungen sehr unterschiedlich sind. Früher sprachen sie alle Tehuelche, das zur Familie der Chon (Tshon)-Sprachen gehört und somit waren sie sprachlich verwandt mit den Selk’nam (Eigenbezeichnung: Čonn) und Haush (Eigenbezeichnung: Manekénk). Die Sprache ist gefährdet.

## Die Ethnien

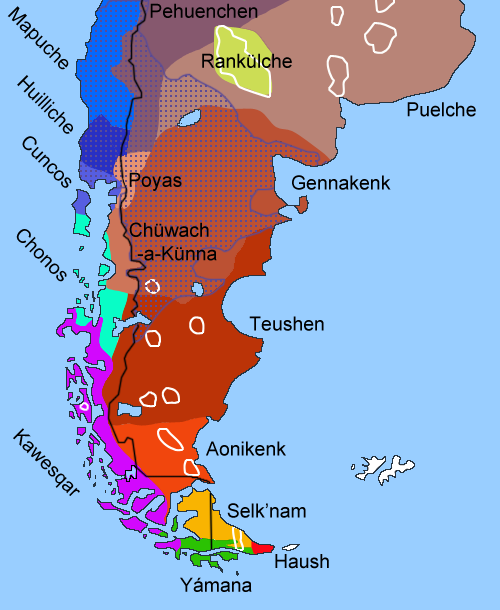
Karte der Indianerstämme Patagoniens
Vollflächig = Ursprüngliche Territorien
Weiß umrandet = heutige Siedlungsgebiete der jeweiligen Ethnie
Punktiert = heutige Siedlungsgebiete der Mapuche u. araukanisierter Ethnien

Die Tehuelche waren kein einheitliches Volk, sondern setzten sich aus mehreren Ethnien zusammen, die sich in der Kultur sowie sprachlich voneinander unterschieden, die Region zwischen den Río Senguer, Río Chubut und Río Chico bildete hierbei die Übergangszone. Sie werden von Süden nach Norden wie folgt untergliedert (Die nebeneinander stehenden Bezeichnungen sind Synonyme für ein und dieselbe Gruppe):
- Südliche Tehuelche oder Aonikenk ("die Südlichen Menschen", "das Südliche Volk")
  - Teushen, Tehuesh, Téwsün, Téushenkenk, Téwesh, Chehuache-kénk oder Mech'arn; auch: "Nördlich (lebende) Südliche Tehuelche" (lebten zwischen dem Santa Cruz und Río Chubut)
  - Aónikenk, Aoniken, Günün A'yajic oder Tshoneka; auch: "Südlich (lebende) Südliche Tehuelche" (lebten zwischen dem Santa Cruz River und der Magellanstraße)
- Nördliche Tehuelche oder Gennakenk, Günnuna Kenna ("die Nördlichen Menschen", "das Nördliche Volk")
  - Gennakenk, Gününa-Këna, Guénena-kéne, Gününa Iéjech, Chewelche oder Chulilaiagich (lebten zwischen dem Río Negro und Río Chubut)
  - Chüwach-a-Künna ("Menschen/Volk am Rande des Gebirges"); auch: "Westliche Tehuelche" (lebten entlang der Ausläufer der Anden in den argentinischen Provinzen Chubut und Rio Negro. Sie befanden sich normalerweise im Krieg mit den Mapuche, die häufig in ihr Gebiet eindrangen.)
  - Poya oder Ténesch (lebten in den Anden der Provinzen Llanquihue und Palena der Región de los Lagos in Chile sowie am Südufer des Nahuel Huapi-Sees an der Grenze zwischen den Provinzen Neuquén und Río Negro im nördlichen Patagonien in Argentinien. Mapuche-Bezeichnung: Furiloche / Vuriloche ("Menschen hinter dem Berg" oder "Menschen von der anderen Seite des Berges", daher span. "Bariloche") oder Poyuche.)

Nördlich des Rio Negro lebte die als Puelche (Pwelche) ("Leute des Ostens") bezeichnete Ethnie, die vermutlich mittels Ethnogenese aus kulturell sowie sprachlich dominanten Nördlichen Tehuelche (Gennakenk) und den Chechehet (entlang der Mündungen des Río Colorado und Río Negro im Süden der Provinz Buenos Aires), der südlichen Gruppe der Het (Pampas), entstand. Diese Vermischung und der Kulturtransfer der dominanten Tehuelche zu den Pampas-Indianern im Nordosten wird auch als „Tehuelchisierung“ bezeichnet. Vermutlich schlossen sich andere Chechehet den als Ranquel (Rankülche / Ranquelche) ("Schilfrohrmenschen") bekannten Volk an, das oftmals mit den Tehuelche verbündet war. Am Ostrand der Anden hingegen entstanden auf Grund des Vorstoß der mächtigen Mapuche ebenfalls eine neue Ethnie, die Pehuenche (Pewenche) ("Leute des Fruchtzapfens der Chilenische Araukarie" oder "Tannenleute") aus einer Verbindung von Mapuche (früher auch als "Araukaner" bezeichnet) und Tehuelche mittels der Araukanisierung (Übernahme der Kultur und Sprache der Mapuche durch die Patagonier und Pampa-Indianer, daher sind diese heute meist unter ihrer Fremdbezeichnung in Mapudungun bekannt: Tehuelche, Puelche, Pehuenche etc.).

## Kultur

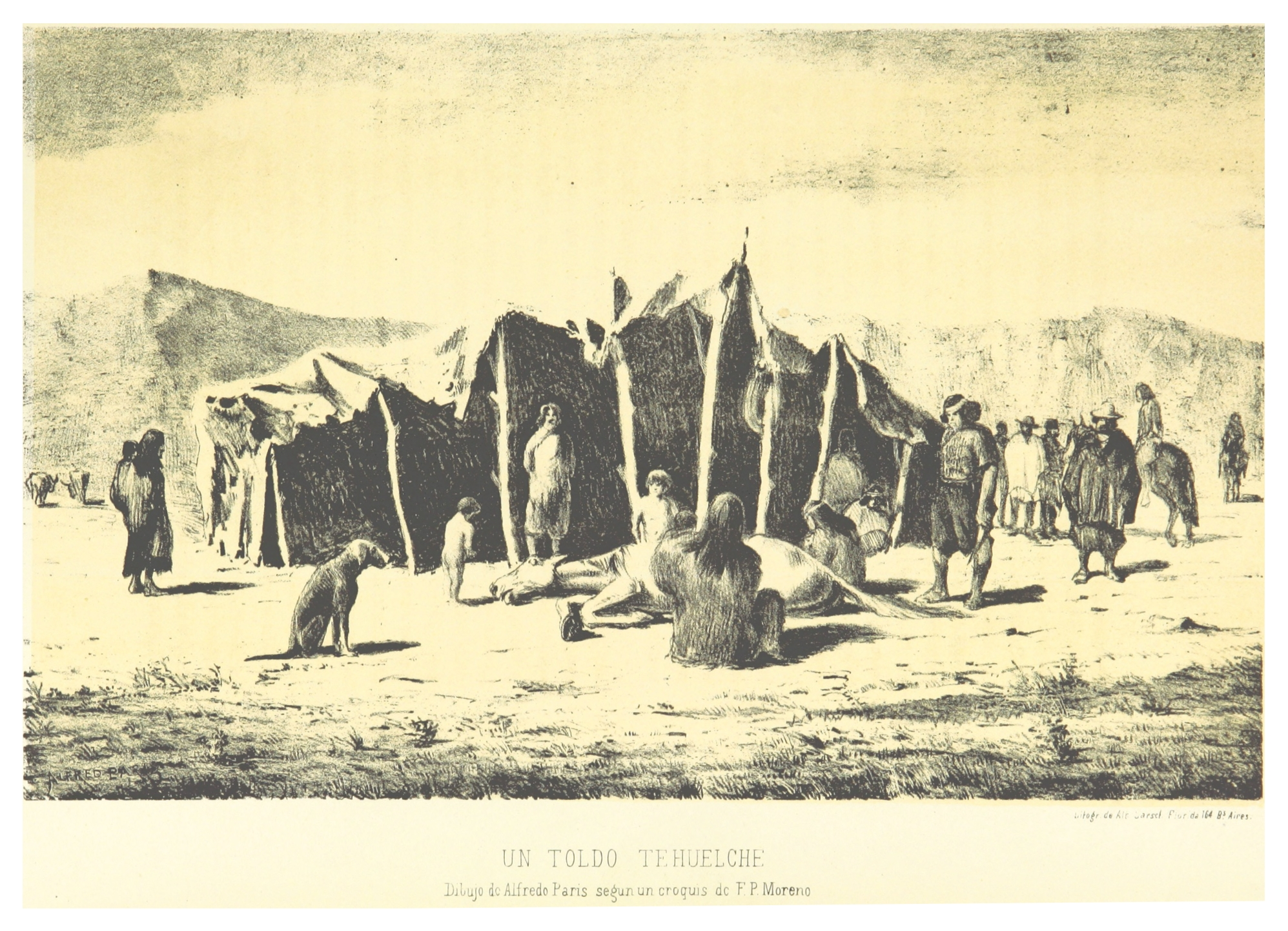
Lagerplatz der Tehuelche (1879)

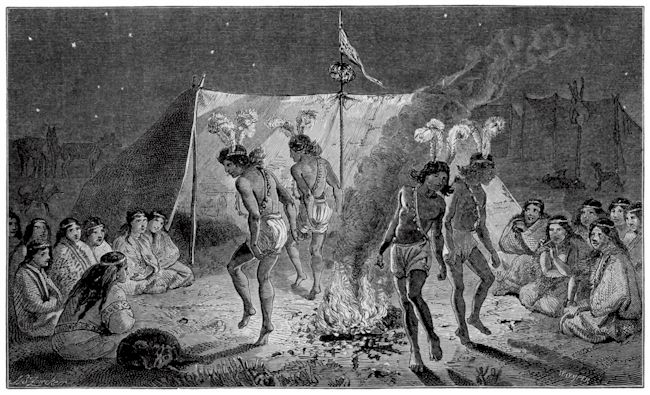
Großes Tanzfest zur Geburt eines Kindes, bei dem die Eltern dem Kaziken und dem Medizinmann große Geschenke machten.

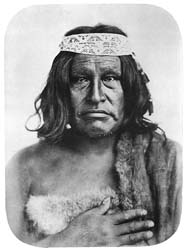
Kazike Casimiro Biguá, ca. 1864

Ursprünglich waren die Tehuelche Jäger und Sammler. Sie jagten mit Pfeil und Bogen Guanakos und Nandus – die beide in sehr großen Beständen vorkamen –, darüber hinaus Andenhirsche, Pampashasen, Vögel, aber auch Pumas. Das Sammeln von Muscheln, Vogeleiern, essbaren Wildpflanzen und Wurzeln trug zu einem geringeren Teil zur Ernährung bei. Überschüssiges Fleisch wurde in dünne Streifen geschnitten, gesalzen und getrocknet. Als Kleidung dienten ihnen Mäntel aus Tierfellen, die mit geometrischen Mustern in verschiedenen Farben verziert waren. Sie wurden mit dem Fell nach innen getragen und an der Taille mit einem Lederband zusammengebunden. Die Fußbekleidung der Tehuelche bestand aus Pumahaut bzw. später auch aus Pferdehaut, die roh zugeschnitten wurde. Sie wohnten in großen, relativ offenen Zelten (Toldos), deren Gerüst mit eingefetteten und rot bemalten Guanakofellen bedeckt war. Man schlief auf Pferdehäuten auf dem Boden. Beim Umzug des Lagers wurden die Toldos zerlegt und auf die Pferde verladen; Schleppbahren wie die nordamerikanischen Indianer kannten die Tehuelche nicht.
Die Tehuelche waren immer in Lokalgruppen organisiert, die unter der Leitung eines Anführers etwa 20 Familien mit 50 bis 60 Mitgliedern umfassten. Jedem Verband stand ein ausgedehntes Revier zur Verfügung, über das er seine Jagdrechte ausübte. In Friedenszeiten und vor dem Wandel zur Reiterkultur war die Macht der Kaziken sehr begrenzt; die Gemeinschaft war weitgehend akephal (herrschaftsfrei) organisiert. Im Kriegsfall wurden Gefangene versklavt. Sie mussten niedrige Arbeiten übernehmen, durften aber ansonsten wie die übrigen Stammesmitglieder leben. Auch die egalitäre Sozialstruktur (gleiche Rechte für alle) änderte sich mit der Übernahme des Pferdes, was etwa am Brautpreis für ein Mädchen abzulesen ist: Je nach Rang lag er zwischen sieben und 100 Stuten.
Schon seit dem Beginn des 17. Jahrhunderts breiteten sich die Mapuche über die Pampas aus, nachdem sie sich mit der Pferdezucht vertraut gemacht hatten und zu einem gefürchteten Reitervolk geworden waren. Zuerst erreichten sie die nördlichen Tehuelche (Gennakenk), die die Reiterkultur übernahmen. Zwischen 1670 und 1800 folgten die südlichen Tehuelche. Wie diese zogen sie nun als südamerikanische Reiterkultur in die vorher unbesiedelte Steppe, um verwilderte Rinder und Pferde (Cimarrón) zu jagen sowie Handel zu treiben. Für die Jagd wurden nunmehr vor allem die Bola und zudem Lanzen und Wurfschlingen eingesetzt. Die Lokalgruppen vergrößerten sich auf 30 bis 40 Familien mit bis zu 500 Personen (nach anderer Quelle bis über 1.000) unter einem Kazike (Häuptling). Im Winter lagerten große Verbände zusammen, die im Frühjahr wieder in kleinere Gruppen zerfielen.
Die Tehuelche legten ihre Toten auf künstliche Erdhügel und bedeckten den Leichnam mit Steinen. Je bedeutender der Tote war, desto größer war der Steinhaufen. Bei Kaziken mussten Vorbeikommende jeweils einen weiteren Stein hinzufügen. Bei Männern wurde zudem das Lieblingspferd geschlachtet und ausgestopft, um so neben dem Totenhügel aufgestellt zu werden.
Ihre Freizeit widmeten die Patagonier mit Hingabe verschiedenen Glücksspielen und wettkampforientierten Sportarten wie Pferderennen und eine Art Feldhockey.
Die nördlichen Tehuelche führten häufig Kriege zusammen mit den Mapuche gegen andere Ethnien, wie etwa die Puelche. Dabei wurden neben europäischen Waffen auch einkugelige Bolas und Lanzen verwendet. Ein Teil der Tehuelche vermischte sich jedoch nach und nach mit ihnen und den Mapuche.
Ähnlich wie bei den Feuerländern geriet die nomadische Lebensweise der Tehuelche, die die Steppen Patagoniens frei durchstreiften, zunehmend in Konflikt mit den Landinteressenten englischstämmiger Schafzüchter, die rücksichtslos gegen die Tehuelche vorgingen. Pocken und andere Krankheiten sowie der Alkohol führten ebenfalls zu starken Bevölkerungsverlusten. Im 18. Jahrhundert gab es noch etwa 10.000 Tehuelche. Die Kultur der Tehuelche war um das Jahr 1965 praktisch erloschen.
Die heutigen Tehuelche arbeiten vor allem als lohnabhängige Gauchos auf Estancias oder auf Erdölförderanlagen. Sie leben verstreut in patagonischen Städten und in den beiden Indianer-Reservaten El Chalía und Loma Redonda in der Provinz Chubut.

## Religion

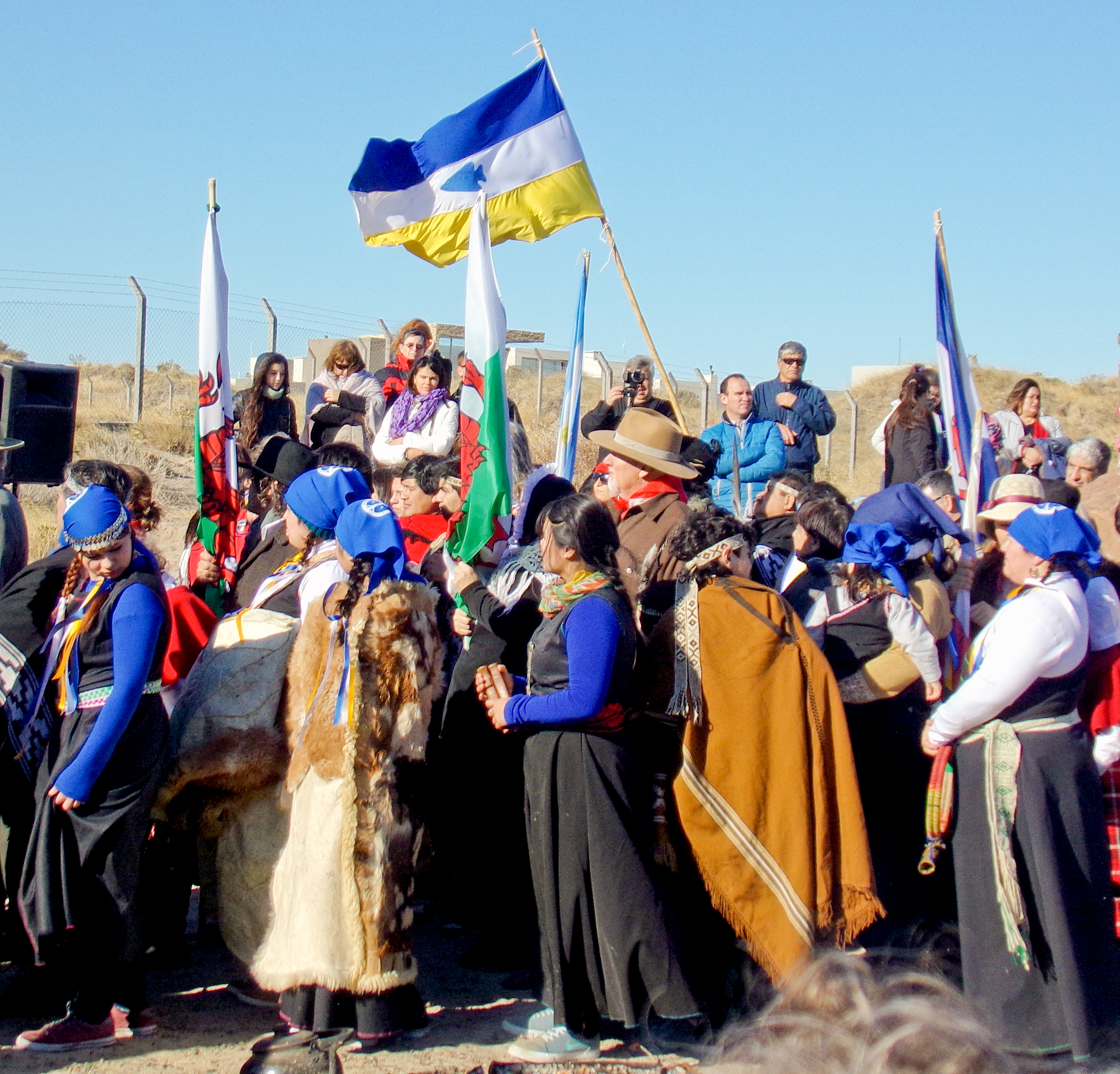
Zeremonie heutiger Tehuelche-Mapuche in Punta Cuevas (Nordostküste von Chubut). Im Bild sieht man die Flagge dieser Gruppe.

Die Mythologie der Tehuelche ging von vier Zeitaltern aus: Das erste war das Chaos eines tiefen Meeres oder einer dichten, feuchten Dunkelheit. Während des zweiten Zeitalters ordnete der „hohe Gott“ (Weq.on – „Der Ehrliche“, Kooch – „Himmel“ oder „der Alte und Immerwährende“) die Welt. Im dritten Zeitalter gestaltete Elal – der junge Gott – die Erde und das Jenseits und bringt den Menschen als Kulturheros die Technologie, soziales, rituelles und moralisches Wissen. Mit ihm endete das mythische Zeitalter. Danach kam das vierte, gegenwärtige Zeitalter. Die Welt wurde als System von vier überlagerten Schichten gesehen: der himmlische Himmel, der atmosphärische Himmel, die Erde und das unterirdische Gebiet. Diese Welten wurden in dieser Reihenfolge hierarchisch beurteilt. Auch die Himmelsrichtungen wurden vom guten Osten über den zweideutigen Norden und Süden zum schlechten Westen bewertet. Der alte Gott wurde nicht angebetet. Die Frauen hatten ein Repertoire von heiligen Liedern, die Elal, dem Mond, der Sonne und ihrer Tochter gewidmet waren und matrilinear weitergegeben wurden. Neben den Göttern nahmen die Tehuelche eine große Zahl von Geistwesen an. Um Totengeister und böse Geister (sog. Gualichus) zu beschwichtigen, wurden zum Beispiel Pferdeopfer dargebracht oder die Männer ritten wild gestikulierend und schreiend bei Sonnenaufgang über die Ebene, um sie zu verscheuchen. Die Gualichus verursachten angeblich Krankheiten, indem sie in den Körper eindrangen. In diesem Fall versuchte der Medizinmann sie auszutreiben, indem er den Kopf des Kranken zwischen den Knien fixierte und ihm ins Ohr schrie.
Nach den laufenden Erhebungen des evangelikal-fundamentalistisch ausgerichteten Bekehrungsnetzwerkes Joshua Project sind 90 Prozent der Tehuelche Katholiken und 10 Prozent bekennen sich noch zur traditionellen Religion, die allerdings aufgrund der nahezu vollständigen Assimilation in die lateinamerikanische Kultur nur noch aus geringfügigen synkretistischen Resten in der christlichen Religion bestehen dürfte.

## Geschichte
Die Tehuelche im Norden Patagoniens übernahmen zunächst im Zuge der Araukanisierung im 18. Jahrhundert die Sprache und Kultur der Mapuche aus den Anden. Im 19. Jahrhundert – nach dem Ende des Mapuche-Staates – wurden sie in mehreren Kampagnen vom neuen Staat Argentinien gewaltsam unterworfen.